# Norrleden (Växjö)

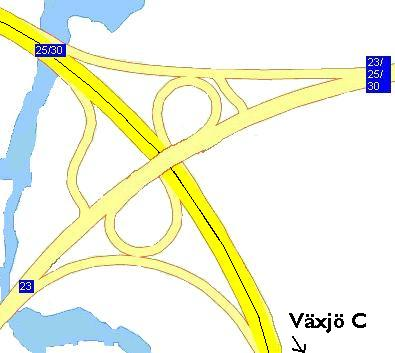
Trafikplats Helgevärma. Notera att trafiken från riksväg 23 västerifrån på väg mot riksväg 25/30 norrut (motorvägen, i gult) måste korsa mötande körbana för att kunna svänga av. Detta gör trafikplatsen till ett unikum i Sverige, en motortrafikleds/motorvägskorsning som inte är helt planskild. Både före och efter korsningen på riksväg 23 är det motortrafikled.

Norrleden utgörs av riksväg 23, riksväg 25 och riksväg 27 genom norra delen av Växjö tätort. Denna väg är en motortrafikled och är den mest trafikerade vägen i Växjö. Vägen ansluter till den betydligt mindre trafikerade motorvägssnutten för riksväg 30 in mot centrum av Växjö. Vägen har dock inte någon anslutning till någon längre motorväg. 
Norrleden är byggd på det tidiga 1980-talet, vid en tid då motortrafikleder var "inne", och motorvägar bara byggdes när trafikmängden helt enkelt krävde det. Motorvägen mot centrum är byggd sent 1960-tal eller tidigt 1970-tal. Då gick all genomfartstrafik genom centrala Växjö och trafikmängden var hög på just den sträckan. Motorvägar var mer "inne" då och varje stad med självaktning skulle ha en stump,[källa behövs] och innan Norrleden byggdes var det Växjös mest trafikerade väg.
Norrleden börjar med en trafikljusreglerad korsning i Räppe på riksväg 23 väster om Växjö och slutar i östra Växjö med en övergång till vanlig landsväg strax efter trafikplats Norremark där vägarna skiljer sig åt. Efter trafikljuskorsningen vid Räppe ligger trafikplats Helgevärma där riksvägarna 25 och 27 går samman tillsammans med riksväg 23 och fortsätter igenom norra Växjö. I trafikplats Norremark i de nordöstra delarna av Växjö svänger riksväg 23 av medan riksvägarna 25 och 27 fortsätter som motortrafikled ett par hundra meter till innan vägen övergår i vanlig landsväg.
En kuriositet med denna väg är att trafiken från riksväg 23 genom trafikplats Helgevärma är en motortrafikled för trafik på väg i östlig riktning, medan för trafik på väg i västlig riktning upphör motortrafikleden i 50 meter innan vägen blir motortrafikled igen. Förklaringen till detta besynnerliga förhållande ligger i att trafik som kommer från Malmöhållet och ska svänga av mot motorvägen riksväg 25/riksväg 30 i trafikplats Helgevärma måste korsa körbanan för trafiken på riksväg 23 på väg i västlig riktning. Detta gör att för den ena körbanan uppfylls kravet för motortrafikled (planskilda korsningar) eftersom trafiken svänger av mot vänster, medan för trafiken i den andra körbanan kan inte motortrafikledsstandard uppnås eftersom det finns en plankorsning mitt i vägen. Planer på att bygga om trafikplats Helgevärma finns men kommer förmodligen inte att förverkligas på mycket länge.[källa behövs]

## Trafikplatser
|                                                             | Nr | Namn                   | Skyltning                                      |
| ----------------------------------------------------------- | -- | ---------------------- | ---------------------------------------------- |
| Riksväg 23 från Malmö                                       |    |                        |                                                |
|                                                             |    | Trafikplats Helgevärma | 25 Ljungby Halmstad, 27 Göteborg, 30 Jönköping |
|                                                             |    | Trafikplats Araby      |                                                |
|                                                             |    | Trafikplats Hovshaga   |                                                |
|                                                             |    | Trafikplats Norremark  | 23 Linköping, 37 Oskarshamn                    |
| Riksväg 25 fortsätter mot Kalmar, riksväg 27 mot Karlskrona |    |                        |                                                |